# Darker Still
Darker Still es el séptimo álbum de estudio de la banda australiana de metalcore Parkway Drive. Fue lanzado el 9 de septiembre de 2022 a través de Epitaph Records. El álbum fue producido por George Hadji-Christou.

## Antecedentes y lanzamiento
El 11 de enero de 2022, la banda anunció una gira por América del Norte en mayo y junio, con el apoyo de Hatebreed, The Black Dahlia Murder y Stick to Your Guns. Sin embargo, el 6 de abril anunciaron la cancelación de la gira, afirmando que "la naturaleza implacable de estar en esta banda nos ha dado muy poco tiempo para reflexionar sobre quiénes somos como individuos, quiénes queremos ser y el costo que tiene". asumiendo nosotros mismos y nuestras amistades". El 23 de mayo, se anunció que, por su salud mental, Parkway Drive se tomaría un descanso de la actividad, pero aclaró que "llegaron para quedarse".
El 7 de junio, luego de una serie de teasers publicados en varias redes sociales, la banda presentó un nuevo sencillo titulado "Glitch" junto con un video musical. El 8 de junio, la banda anunció que su gira europea de otoño de 2022 con Lorna Shore y While She Sleeps continuaría según lo programado con un cambio de marca y nueva música para acompañar dicha gira. El 6 de julio, la banda lanzó el segundo sencillo "The Greatest Fear" y su correspondiente video musical. Al mismo tiempo, anunciaron oficialmente el álbum y también revelaron la portada del álbum, la lista de canciones y la fecha de lanzamiento. El 22 de agosto, la banda publicó el tercer sencillo y tema principal "Darker Still".

## Lista de canciones
| N.º | Título                           | Duración |  |
| 1.  | «Ground Zero»                    | 4:09     |  |
| 2.  | «Like Napalm»                    | 3:44     |  |
| 3.  | «Glitch»                         | 4:21     |  |
| 4.  | «The Greatest Fear»              | 5:28     |  |
| 5.  | «Darker Still»                   | 6:50     |  |
| 6.  | «Imperial Heretic»               | 4:50     |  |
| 7.  | «If a God Can Bleed»             | 2:40     |  |
| 8.  | «Soul Bleach»                    | 3:31     |  |
| 9.  | «Stranger»                       | 0:50     |  |
| 10. | «Land of the Lost»               | 4:59     |  |
| 11. | «From the Heart of the Darkness» | 5:08     |  |

## Posicionamiento en lista
| Lista (2022)                         | Posición |
| ------------------------------------ | -------- |
| Alemania (Offizielle Top 100)        | 5        |
| Australian Albums (ARIA)             | 1        |
| Austria (Ö3 Austria)                 | 7        |
| Bélgica (Ultratop flamenca)          | 11       |
| Bélgica (Ultratop valona)            | 30       |
| Escocia (Scottish Albums Chart)      | 34       |
| Finlandia (Suomen Virallinen Lista)  | 47       |
| Francia (SNEP)                       | 188      |
| Países Bajos (Album Top 100)         | 75       |
| Reino Unido (UK Albums Chart)        | 56       |
| Reino Unido (UK Independent Albums)  | 5        |
| Reino Unido (UK Rock & Metal Albums) | 2        |
| Suiza (Schweizer Hitparade)          | 5        |

## Personal
Parkway Drive
- Winston McCall - voz principal
- Jeff Ling - guitarras
- Luke Kilpatrick - guitarras
- Jia O'Connor - bajo
- Ben Gordon - batería